# Jaime Rafael Díaz Ochoa
Jaime Rafael Díaz Ochoa (Mexicali, Baja California, 14 de agosto de 1956) es un político mexicano, exmiembro del Partido Acción Nacional, fue senador por Baja California, actualmente pertenece a Movimiento Ciudadano.
Es licenciado en Administración de Empresas egresado del Centro de Enseñanza Técnica y Superior (CETYS), ocupó los cargos de recaudador de rentas, director de ingresos y subsecretario de finanzas de Baja California, y Director de Seguridad Pública y Secretario del Ayuntamiento de Mexicali.
En 2001 fue elegido Presidente Municipal de Mexicali, cargo que concluyó en 2004 y en 2006 fue elegido Senador por Baja California, para el periodo que concluyó en 2012.